# Portugália az első világháborúban

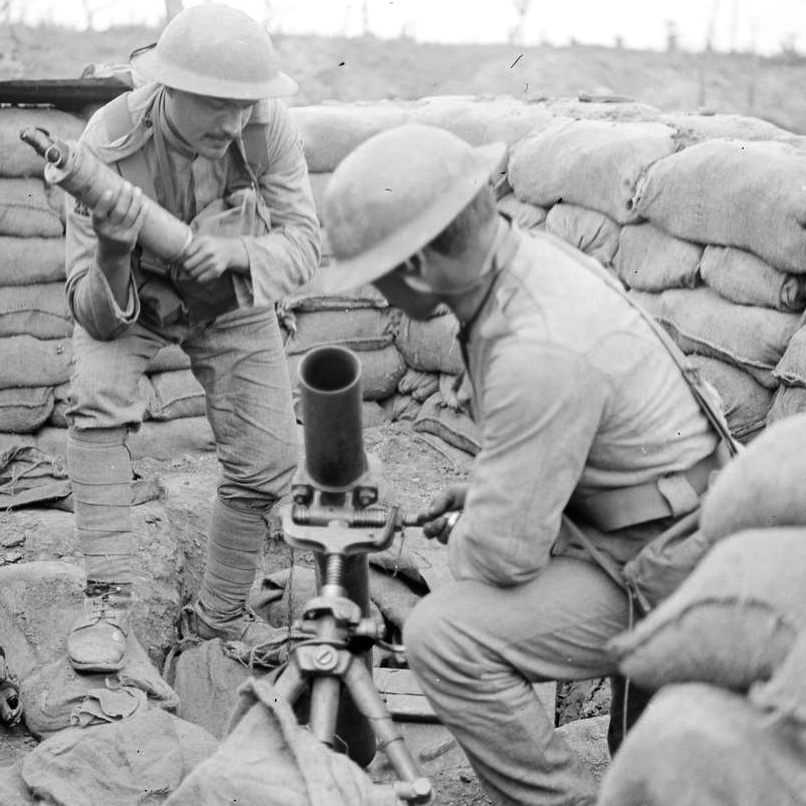
Portugál aknavetősök a Nyugati-fronton

Portugália az első világháborúban 1916-tól vett részt hadviselő félként az antant oldalán. Bár a győztes oldalon fejezte be a háborút és a területén nem folytak harcok, az ország mégis jelentős veszteségeket könyvelhetett el, amelyek elsősorban gazdasági jellegűek voltak.
Portugália korábban kiterjedt gyarmatbirodalommal rendelkező hatalom volt, azonban Brazília függetlenné válásakor a gyarmatok jelentősége lecsökkent. Az ország az Egyesült Királyság szövetségese volt, melyet elsősorban az Angliához köthető gazdasági és ipari függőség indokolt. Az első világháború kitörése hátrányosan érintette a két ország közti kereskedelmet, de ennek ellenére Portugália nem csatlakozott azonnal az antanthoz, hanem a háború elején semlegességet deklarált.
1914 őszén a portugál fennhatóság alatt álló Angola területén több összecsapásra is sor került a portugálok és a németek között. Ennek következményeként Portugália csapatokat küldött a gyarmatra és részt vett Német Délnyugat-Afrika elfoglalásában, továbbá a Német Kelet-Afrika elleni harcokban. Ez kiemelt szerepet játszott abban, hogy a Német Birodalom 1916. március 9-én hadat üzent az országnak. Portugália hadba lépését követően felállították a Portugál Expedíciós Hadtestet (CEP), amely 1917 nyarától részt vett a nyugati front küzdelmeiben, köztük a Lys-völgyi csatában. Ez utóbbi a portugál hadtörténelem talán legnagyobb vereségével végződött. A háborúban körülbelül hétezer portugál katona esett el, majd a háború után kitört spanyolnátha következtében további tízezrek vesztették életüket.
A versailles-i békeszerződés aláírását követően Portugáliának ítélték a ma Tanzániához tartozó Kionga-háromszöget. A háború a csekély területi nyereség ellenére nagyon súlyosan érintette a portugál gazdaságot, ráadásul a rendkívüli feszültséggel terhelt belpolitikai helyzetet is tovább rontotta. Az egymás után elbukó republikánus kormányok tehetetlenségét megelégelve 1926. május 28-án Braga városában Manuel Gomes da Costa vezetésével felkelés tört ki (melyhez a hadsereg is csatlakozott) és véráldozat nélkül megdöntötték a demokratikus kormányt. Ezt egy több évtizedig tartó jobboldali diktatúra követte.

## A háborúba lépés előzményei

### Portugália bel- és külpolitikai helyzete a világháború előtt
A João Carlos de Saldanha tábornok hatalomra kerülésekor, 1851-ben kezdődő úgynevezett „megújulás” demokratikus korszaka kétpártrendszeren alapuló kormányzatot hozott létre Portugáliában, amely a kor Európájának több kisebb államában is végbemenő gazdasági fejlődéssel összhangban igyekezett modernizálni az országot. Létrejött a korszerű posta intézménye, utakat építettek és távíró rendszert létesítettek. Azonban a megújulást segítő folyamat többször is megakadt. Az 1870-ben egész Európára kiterjedő gazdasági visszaesés jelentősen hatott a portugál gazdaságra is és többek közt visszavetette azt a fellendülését, amit az ország a borárak csökkentésével és az exportlehetőségek korlátozásával ért el. Ez a rövid visszaesést követően a portugál kormányzat számára újra felvetette az iparosítás politikájának kérdését, továbbá ismételten napirendre kerültek a gyarmatosítási lehetőségek. Megszületett az új afrikai portugál birodalom ötlete, melyet az úgynevezett „rózsaszínű térkép” vázolt fel. Ezek a gyarmatosítási törekvések azonban előbb Belgium érdekeibe ütköztek, majd a brit ultimátum törte derékba őket végérvényesen. A brit ultimátum nagyban hozzájárult a királyi hatalom tekintélyének csökkenéséhez és országos zendülésekhez vezetett, ami az 1890-es évek elején kibontakozó köztársasági eszme erősödését hozta. Portugália ipara ebben az időszakban kezdett erőteljesen lemaradni kortársaihoz képest és az első világháború kitörésekor nem tudta felvenni a versenyt a többi fejlett európai állammal.
Az ország kormányai egymás után buktak el, mire I. Károly portugál király a parlamentet megkerülve João Francót nevezte ki miniszterelnöknek. Az új kormányfő rendkívüli népszerűtlensége miatt tüntetésekre került sor. A helyzetet tovább rontotta az, hogy Franco javaslatára a király feloszlatta a parlamentet. 1908. február 1-jén a fővárosba visszatérő király ellen merényletet követtek el. A kocsin utazó királyt több lövés is eltalálta és Lajos Fülöp trónörökössel együtt a helyszínen életét vesztette. A meggyilkolt király utódja a merényletben maga is megsebesült Mánuel királyi herceg lett. A királyi hatalom ekkora azonban végzetesen meggyengült. Két évvel később a portugál NRP Adamastor cirkáló lövéseire meginduló 1910-es portugál forradalom megdöntötte a monarchiát és 1910. október 5-én kikiáltották a köztársaságot.
Az ideiglenes kormány élére Teófilo Braga került, aki új választási törvényt adott ki és alkotmányozó nemzetgyűlést hívott össze, ami 1911. augusztus 20-án elfogadta az ország új alkotmányát. Az új államformába vetett kezdeti remények azonban túlzónak bizonyultak, mivel a köztársaság nem tudott megbirkózni a királyságtól örökölt problémákkal. Bár 1911-ben sikerült leverni a Henrique de Paiva Couceiro vezette monarchista felkelést, az ország politikájában teljes belső megosztottság, emellett a kormányzó republikánusok részéről szélsőséges egyházgyűlölet volt a jellemző. A köztársaság kikiáltását követően a szerzetesrendeket kiűzték, vagyonukat elkobozták, jogszabályban rögzítették a vallásoktatás és az egyházi ünnepek betiltását. Ezek az intézkedések számos külföldi országban negatív visszhangot váltottak ki. Az egyházellenes törvények és az új alkotmány kiadása mellett a kormányok mindenképp igyekeztek fejleszteni az oktatást, az egészségügyet, a polgári szabadságjogokat és a gyarmati adminisztrációt. Ezek azonban – többek közt a közigazgatási bizonytalanság és a munkaerő nyugtalansága miatt – nem vezettek túl sok eredményre.
Az 1914. június 28-án elkövetett szarajevói merénylet miatt az Osztrák–Magyar Monarchia Szerbiának ultimátumot küldött, mivel a szerb kormányt hibáztatták a történtekért. Az ultimátum átvételét követően az oroszok támogatását élvező szerb vezetés általános mozgósítást hirdetett, mire az Osztrák–Magyar Monarchia július 28-án hadat üzent Szerbiának. Nemsokára a világ számos országa is belekényszerült a konfliktusba, amelyből világháború alakult ki. A háború kitörését követően Portugália érdeke azt kívánta, hogy semlegességet hirdessen és ne vegyen részt a konfliktusban. A portugál kormány azonban látta, hogy az Afrikában zajló harcok előbb-utóbb egyértelműen német vereséggel fognak végződni. Ezzel együtt az eshetőség is fennállt, hogy a portugál gyarmatok német fenyegetettségét Nagy-Britannia nem azért szünteti meg, hogy békét teremtsen és Portugália helyzetét segítse, hanem azért, hogy a saját pozícióját erősítse a térségben. Ezért döntött úgy később a portugál kormány, hogy csapatokat küldenek a portugál gyarmatokra a hazai érdekek védelmében. A továbbiakban ez is hozzájárult ahhoz, hogy portugál csapatok részt vállaltak a nyugati front harcaiban.

### Portugália afrikai gyarmatrendszere és gyarmatosítási törekvései

Az úgynevezett rózsaszínű térkép, ami egy összefüggő afrikai portugál gyarmatot vázolt fel

Az 1820-as évekre Portugália néhány ázsiai és afrikai területtől eltekintve minden gyarmatát elvesztette (Brazília 1824-ben vívta ki függetlenségét), ezért a portugál gyarmatosító törekvések nagy része Afrika felé fordult. Az ország részt kívánt venni a többi európai nagyhatalom mellett az úgynevezett Hajsza Afrikáért nevű gyarmatosítási hullámban, amely során a 20. század elejére Afrika majdnem egészét (Etiópiát és Libériát leszámítva) birtokukba vették az imperialista hatalmak. Portugália afrikai gyarmati törekvéseit az úgynevezett rózsaszínű térkép (portugálul: Mapa cor-de-rosa) ábrázolta, amelyben egy összefüggő portugál gyarmat jelent meg, összekötve az akkor portugál uralom alatt álló Angolát és Mozambikot magába foglalva a mai Zambiát, Zimbabwét és Malawit. A rózsaszínű térkép megvalósítása volt a portugálok fő célkitűzése az 1880-as években. Ez azonban erősen ütközött a belga és brit érdekekkel, mivel az utóbbi egy egységes, Kairótól Fokvárosig terjedő angol gyarmatot képzelt el.
A Szász–Coburg–Gothai-házból származó II. Lipót belga király a portugál királyi családdal való rokonsága alapján (is) igényt tartott az Afrika nyugati partján található kongói területekre. A király ügyes diplomáciai érzékének köszönhetően egy másfél millió négyzetméternyi, elefántvadászatra és gumibegyűjtésre alkalmas területhez jutott hozzá Kongói Szabadállam néven. Ebbe beletartoztak Katanga tartomány rézbányái is. A portugálokat a belgák a Cabinda fölötti fennhatóság jogával kárpótolták, de az a terület csak évtizedek múltán lett rendkívül nyereséges a portugálok számára, amikor olajat fedeztek fel tengerpart mentén.
A rózsaszínű térkép megvalósításának mégsem Belgium, hanem a Brit Birodalom vetett végérvényesen véget. 1890-ben ultimátumot szabtak a frissen trónra kerülő I. Károly portugál királynak azt követelve, hogy a portugál katonák rövid időn belül hagyják el az Angola és Mozambik közötti területet. Ellenkező esetben hadiállapot kihirdetését helyezték kilátásba az országgal szemben. A király az egyre feszültebb politikai és a súlyos gazdasági helyzetre tekintettel nem engedhetett meg egy háborút a kor legnagyobb hatalmával, ezért kénytelen volt teljesíteni a brit követeléseket. Ezt követően Portugália a rózsaszínű térképet és a Királyi Transzafrikai Vasút terveit egy időre mindenképp elvetni kényszerült. A király ultimátumra adott válaszát a republikánus körök kiszivárogtatták és ezzel nagy felzúdulást okoztak országszerte, ami végül 1891. január 31-én Portóban lázadásba torkollott. Ezt sikerült ugyan elfojtani, de ennek következtében megerősödtek a republikánus körök és végső soron a királyi ház bukását is ez okozta.

### A németek Angola elleni hadjárata és a naulilai incidens

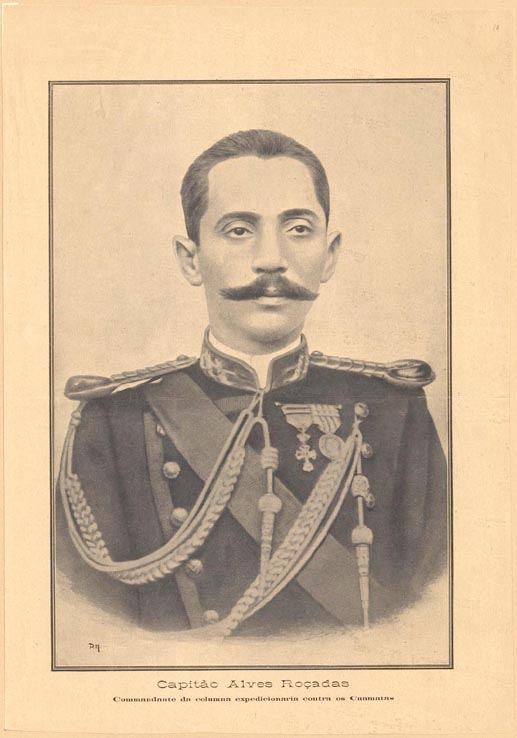
José Augusto Alves Roçadas alezredes, a portugálok makaói és angolai gyarmatának volt kormányzója, a naulilában állomásozó portugál erők parancsnoka

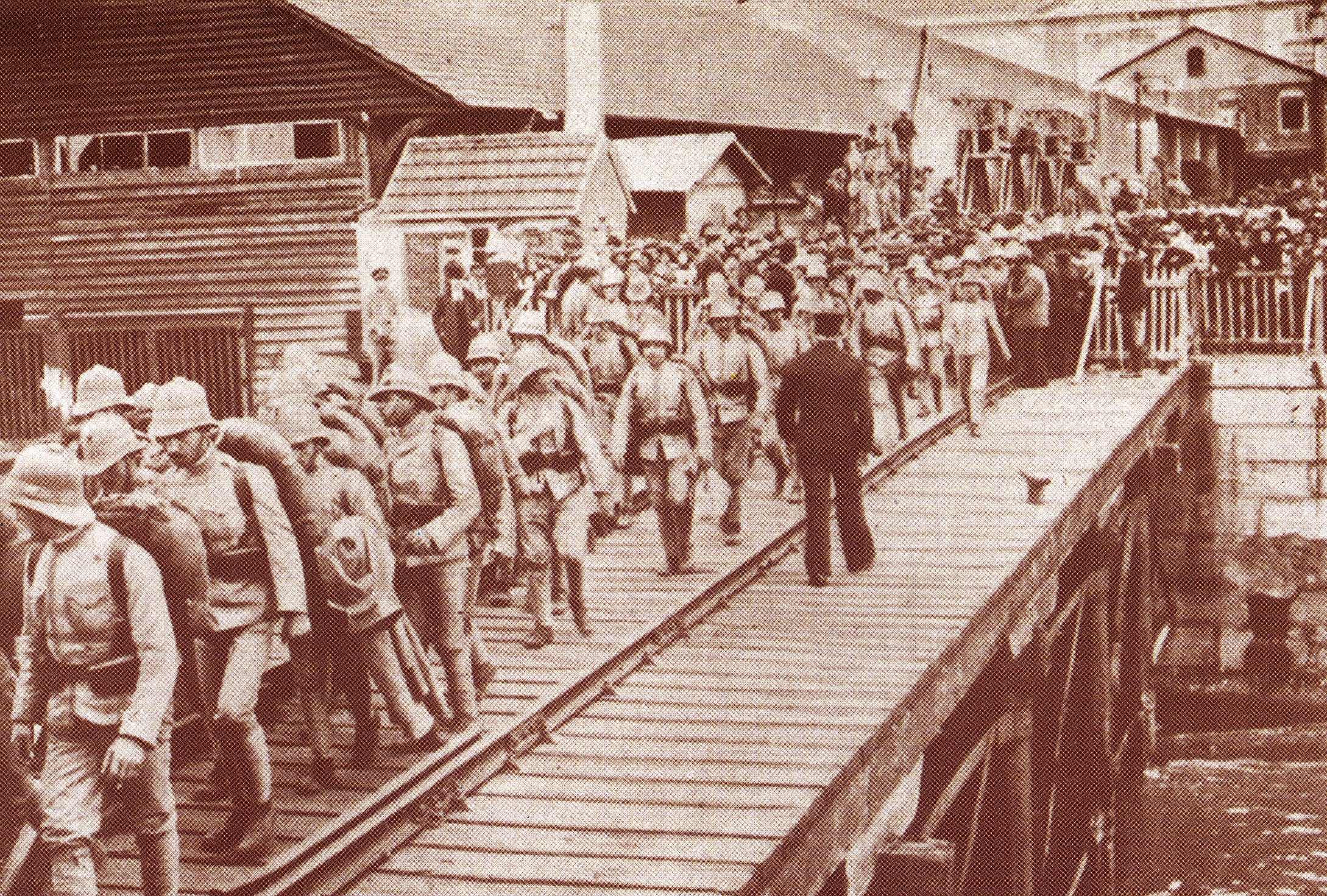
Portugál katonák partra szállnak Angolában

1914 októberének közepén a Német Délnyugat-Afrikában található outjói kerület megbízottja, Hans Schultze-Jena (egy eltűnt élelemszállítmányok után kutató őrjárat élén) engedély nélkül átlépte a portugálok ellenőrizte Angola határát. Portugál gyarmati katonák egy csoportja Sereno zászlós vezetésével a németeket körbefogta és Naulila helységébe kísérte kihallgatásra. A városba érve a portugál különítmény őrizetbe akarta venni a németeket, amely során tűzharcra is sor került. Az ötfős őrjáratból Schultze-Jena és két másik katona életét vesztette, a megmaradó két bajtársukat pedig elfogták és őrizetbe vették. Amikor a Német Délnyugat-Afrika védelmével megbízott Joachim von Heydebreck alezredes értesült az esetről, október 31-én büntető expedícióra küldte Oswald Ostermannt, Nkurenkuru rendőrkapitányát. Ostermann csapata támadást intézett a határ túloldalán, az Okavango folyó bal partján található Cuangar erődje ellen. A németek elfoglalták a portugál helyőrséget, amelynek során a védők jelentős része életét vesztette. Ezt követően Bunja és Sambio apró erődjeit is lerombolták és novemberben Diricót és Mucussót is elfoglalták.
Von Heydebreck 1914. november 11-én bekövetkezett halála után Victor Franke alezredes vette át a német gyarmati erők parancsnokságát. Franke egy 500 fős különítménnyel a határon átlépve megtámadta a portugál katonák által védett Naulilát. A számbeli fölényben lévő, körülbelül 900 fős portugál védőerő parancsnoka José Augusto Alves Roçadas alezredes volt. A portugálok részéről heves ellenállás fogadta a németeket, de számbeli fölényük ellenére is a védők a teljes megsemmisülést elkerülendő visszavonulásra kényszerültek és egy dragonyos roham fedezete mellett feladták az állásaikat.
Az összecsapásban megközelítőleg 150 portugál katona esett el vagy sebesült meg, míg a német oldalon 31 fő volt a veszteség. A németek Naulila elfoglalásával nagy mennyiségű lőszert, egy géppuskát és egy kórházi lovaskocsit zsákmányoltak. A portugál védők közül csak kevesen adták meg magukat, mert a német csapatok közülük többet kivégeztek.
A portugál kormány az aktuális belpolitikai válság miatt nem tudott érdemben reagálni az eseményekre, de még a naulilai incidens előtt, 1914. november 23-án hivatalos nyilatkozatot tett a Brit Birodalommal való együttműködésről. Ezt követően decemberben portugál egységek indultak Portugál Nyugat-Afrikába (Angola), hogy segítsék a Német Délnyugat-Afrika területein harcoló antant-csapatok hadműveleteit. Mivel a dél-afrikai antant-csapatok a portugálok segítsége nélkül is legyőzték Franke katonáit, a haderő egy részét átszállították Portugál Kelet-Afrikába (Mozambik), amely részt vett a Német Kelet-Afrika elleni hadműveletekben.
A naulilai vereségnek különösebb katonai következményei nem voltak, attól eltekintve, hogy a portugál gyarmat Cuanhama régiójában néhány őslakos törzs fellázadt a kormányzat ellen. A lázadás azonban rövid életű volt és a gyarmatra érkező, Pereira d’Eça vezette portugál erők hamar leverték azt.

## Portugália részvétele a világháborúban

### Portugália hadba lépése
A portugál kormány már naulilai incidens előtt döntést hozott arról, hogy az anyaországból az angolai gyarmatra további portugál egységeket küld az ott állomásozó katonaság mellé, azzal a céllal, hogy a brit és a dél-afrikai erők Német Délnyugat-Afrika elleni hadjáratát támogassák. Miután a britek jelentős portugál támogatás nélkül is megsemmisítették a német gyarmat védelmét, a portugál katonáknak csekély harci feladat adódott a területen. Emiatt a gyarmatra küldött hadsereg nagy részét átszállították Mozambikba, ahol az egységek hamarosan aktívan bekapcsolódtak a háború végéig ellenálló Német Kelet-Afrika elleni harcokba. 1916. február 23-án Portugália lefoglalta a gyarmatai kikötőiben horgonyzó, illetve a menedéket kereső német szállítóhajókat. A rajtuk lévő szállítmányt elkobozták, amely német ellenvetéseket vont maga után (a lefoglalt német hajók közül a háború alatt többet is szolgálatba állított a Portugál Haditengerészet).
1916. március 9-én végül a Német Birodalom hadat üzent Portugáliának, melyet március 15-én az Osztrák–Magyar Monarchia hadüzenete követett. Ezt követően a már Mozambikban harcoló portugál katonák nyíltan támadhatták a német állásokat és a lisszaboni kormány elhatározta, hogy csapatokat küld Franciaországba is. A portugál légierő néhány pilótája már 1916-ban, a nemsokára létrejövő Portugál Expedíciós Hadtest (CEP) egységei pedig először 1917 folyamán vettek részt a franciaországi küzdelmekben.

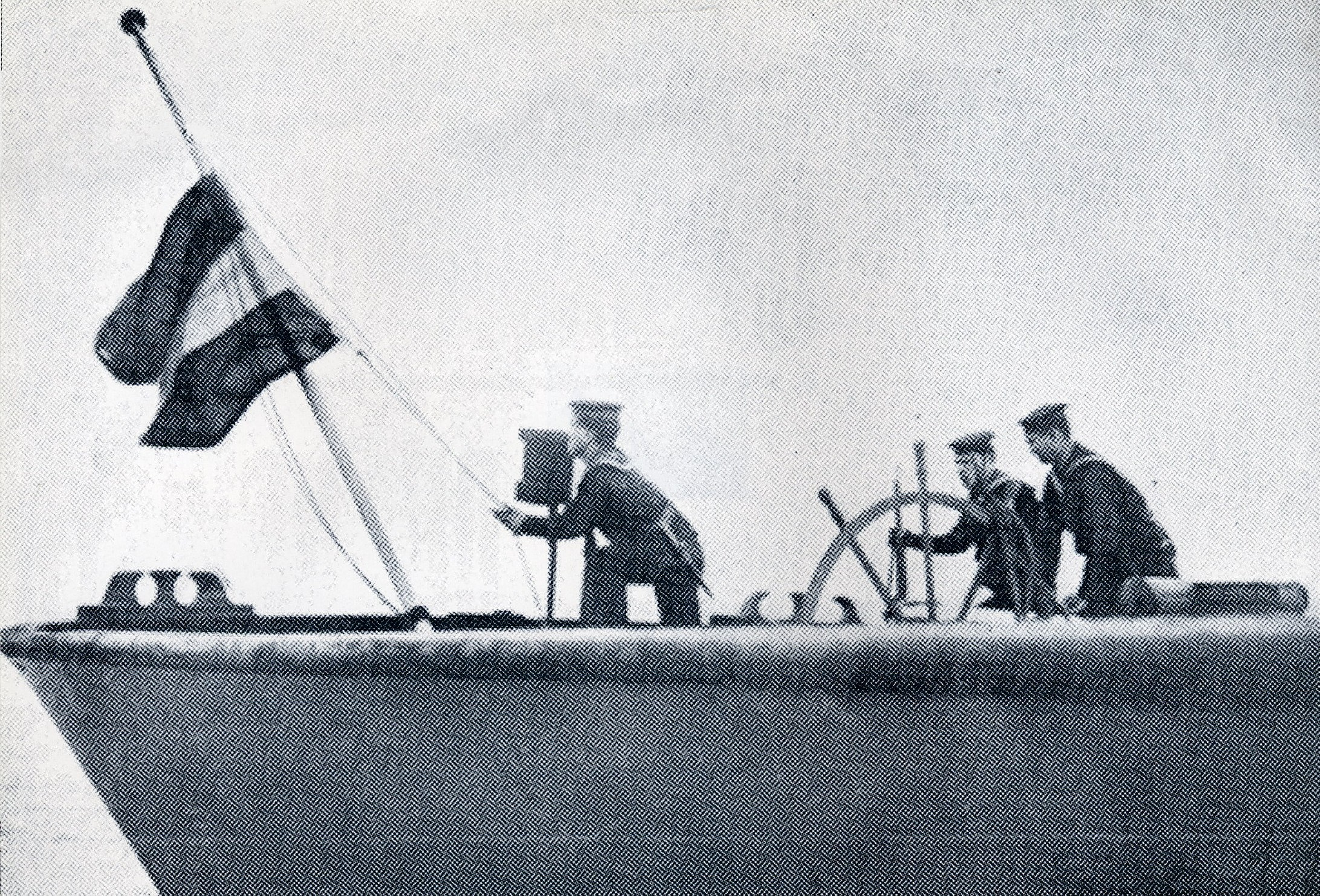
Egy portugál kikötőben horgonyzó német hajóról portugál tengerészek levonják a Német Birodalom zászlaját…
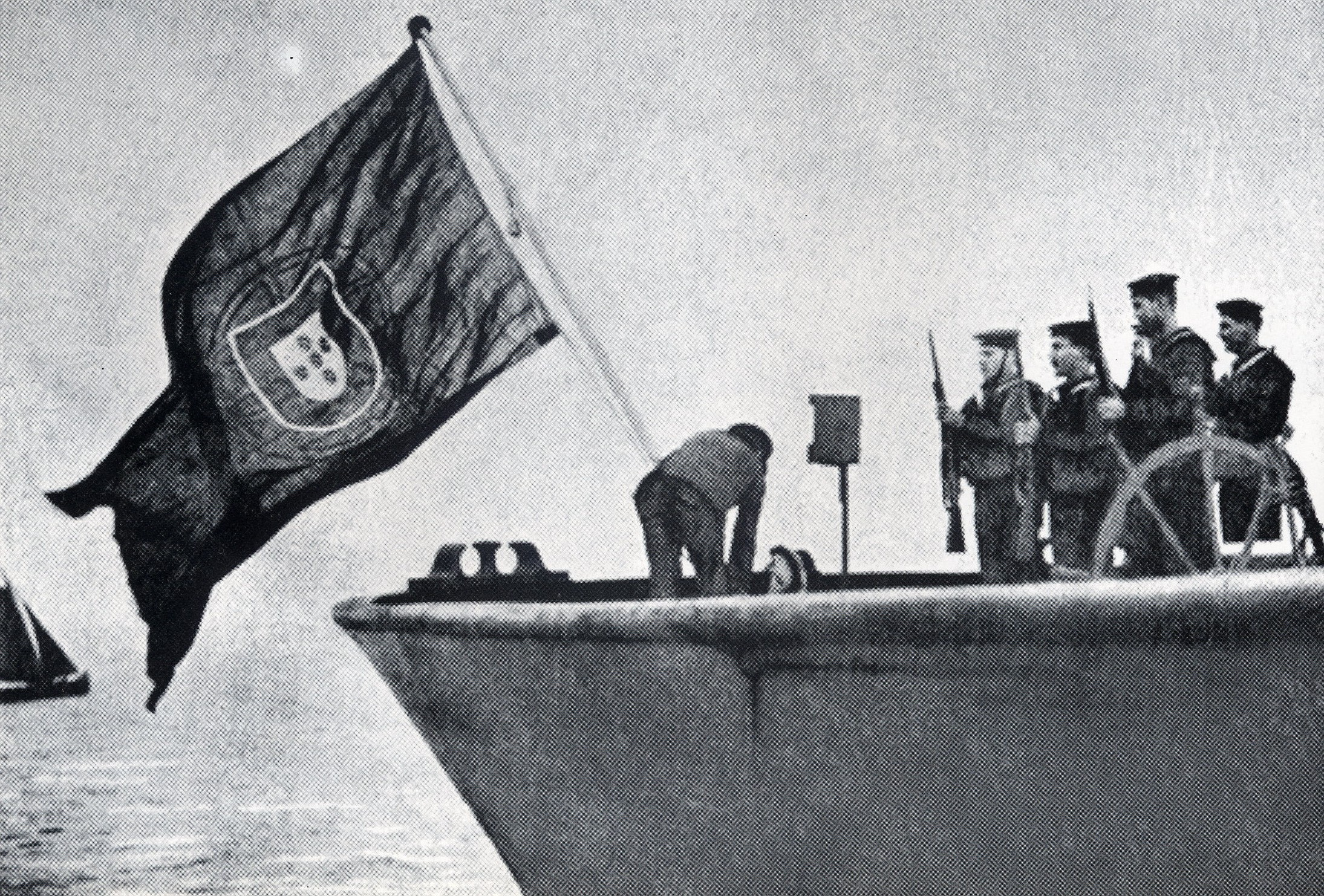
…majd felvonják a portugál lobogót

### A Portugál Expedíciós Hadtest (CEP) felállítása és részvétele a nyugati front harcaiban

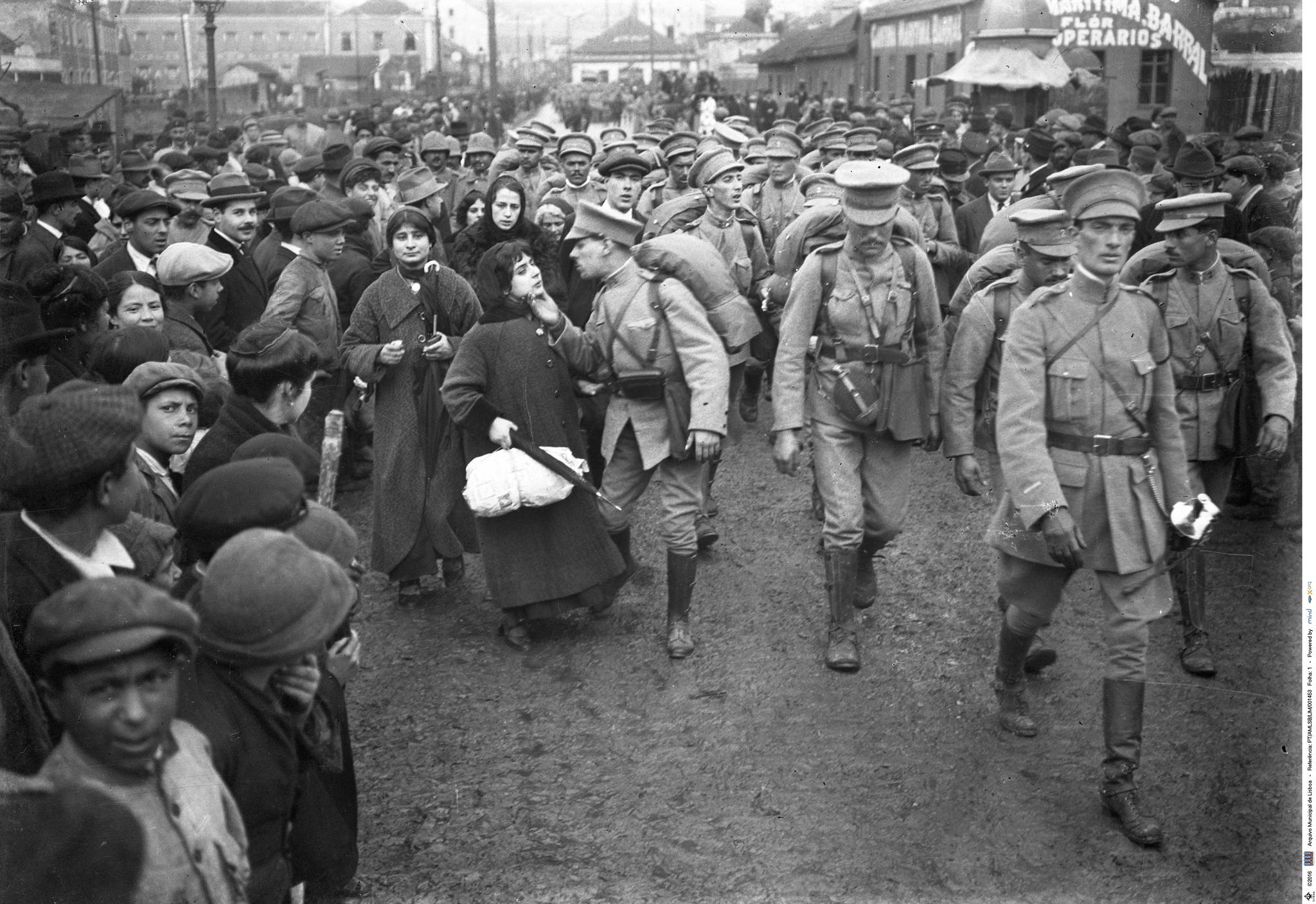
Flandriába érkező portugál katonák 1917-ben

A portugál kormány az ország hadba lépését követően úgy döntött, hogy expedíciós erőt állít fel, amit kész a nyugati frontra küldeni. Az első egységeket 1916 júliusában hozták létre. Ezek két részre tagolódtak. Az egyik részt a Portugál Expedíciós Hadtest (Corpo Expedicionário Português, röviden CEP) tette ki, amely mintegy 55 000 főt számlált és később az első brit hadsereg irányítása alá lett rendelve. A másik részt az úgynevezett Független Nehéztüzérségi Hadtest (Corpo de Artilharia Pesada Independente, röviden CAPI) alkotta, ami kilenc nehéz vasúti lövegből állt. Ennek kezelőszemélyzete portugálokból állt, de az alakulat francia irányítás alatt működött a nyugati fronton.
A CEP első egységei 1917 elején szálltak partra Franciaországban. Itt kaptak kiképzést az lövészárok-hadviselés harci eljárásait illetően, továbbá kiképezték őket gáztámadásra és szuronyharcra. A katonákat megérkezésüket követően brit felszereléssel látták el (brit sisakokat, Lee-Enfield puskákat és Lewis golyószórókat kaptak). Az első egységek májusban érkeztek meg a frontra. Az egész hadsereg novemberre foglalta el a számára kijelölt 18 kilométeres frontszakaszt. A portugál sereg harcrendje három vonalból, az A-, a B- és a C-vonalból állt.
A portugál csapatok nyugati frontra való megérkezésüket követően hamar harcba kerültek a német csapatokkal. A portugál szektor elleni első német támadásra 1917. június 4-én került sor, amelyet a portugálok csekély veszteségek mellett visszavertek. A németek hét portugál katonát fogtak el. A következő összecsapásra július 16-án került sor, amikor éjszaka támadtak a németek Neuve-Chapelle térségében. A váratlan hadmozdulat először meglepte a portugálokat, azonban azt végül sikeresen visszaverték. Augusztus 14-e éjszakáján újra támadásba lendültek a németek, ezúttal a Neuve-Chapelle és a Fauquissart közötti szakaszon. A németeknek heves tüzérségi támadást követően sikerült Fauquissart térségében előrehaladniuk. Több tucat portugál katonát fogtak el, de Hernâni Cidade csapatai többüket sikeresen kiszabadította. Augusztus 19-én a német tüzérség a portugál területen található Isbergues és Saint-Venant városát lőtte. Ennek során több épület megsérült és öt gránát eltalálta a kórházat, ahol több portugál sebesült életét vesztette.
Szeptember 14-én újabb német rajtaütésre került sor, amely során a Gomes Teixeira vezette portugál katonák több foglyot is ejtettek. 1918. március 2-án a németek tüzérségi előkészítést követően hajnalban támadtak. A Chapigny közelében előre nyomuló (megközelítőleg) zászlóaljnyi német katona sikeresen áttörte a BI 4 jelzésű alszektor első vonalát és behatoltak a második vonalra. Egy gyors portugál ellentámadást követően azonban kiszorították őket a szektorból. Négy nap folyamatos ágyúzást követően, március 7-én a németek újra támadtak, ezúttal még nagyobb erőkkel. A védők visszaverték őket és az egységeket dicséretben részesítette az első brit hadsereg parancsnoksága.
Március 9-én a portugálok vették át a kezdeményezést. A Ribeiro de Carvalho vezette 1. század (1ª companhia) és az őt támogató 25 fős utászkülönítmény erős támadást indított a Ferme du Bois-nál álló német vonal ellen. A portugál katonák több németet megöltek és elfogtak, továbbá számos erődítményt is sikeresen leromboltak. Az 1. század teljesítményéért megkapta a Hadi Kereszt első osztályát. Március 12-én és március 14-én a németek indítottak újabb támadásokat, de ezeket a portugáloknak ismét sikerült visszaverniük.
Március 19-én hajnali egy órakor a Vale de Andrade százados vezette portugálok tüzérségi előkészítést követően három órán át kúsztak a senki földjén, majd megrohanták a német lövészárkokat. A siker teljes volt, több németet megöltek, emellett számos foglyot ejtettek és fegyvert zsákmányoltak. A sikeres akcióért de Andrade századost őrnaggyá léptették elő. A március 21-i német támadást a portugálok visszaverték, de mindkét fél jelentős veszteséget szenvedett. Az április 3-án, Americo Olavo parancsnoksága alatt végrehajtott rajtaütés során ismét sikerült kárt tenni a német erőkben.

### Lys-völgyi csata

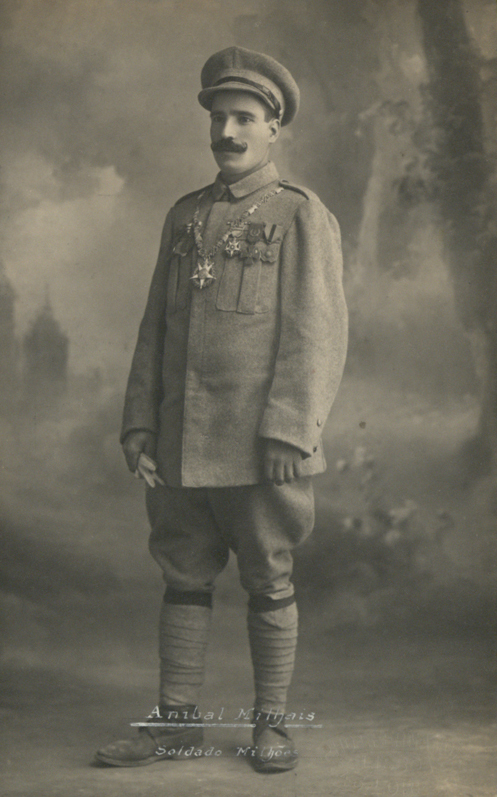
Aníbal Milhais, a „milliókkal felérő katona”

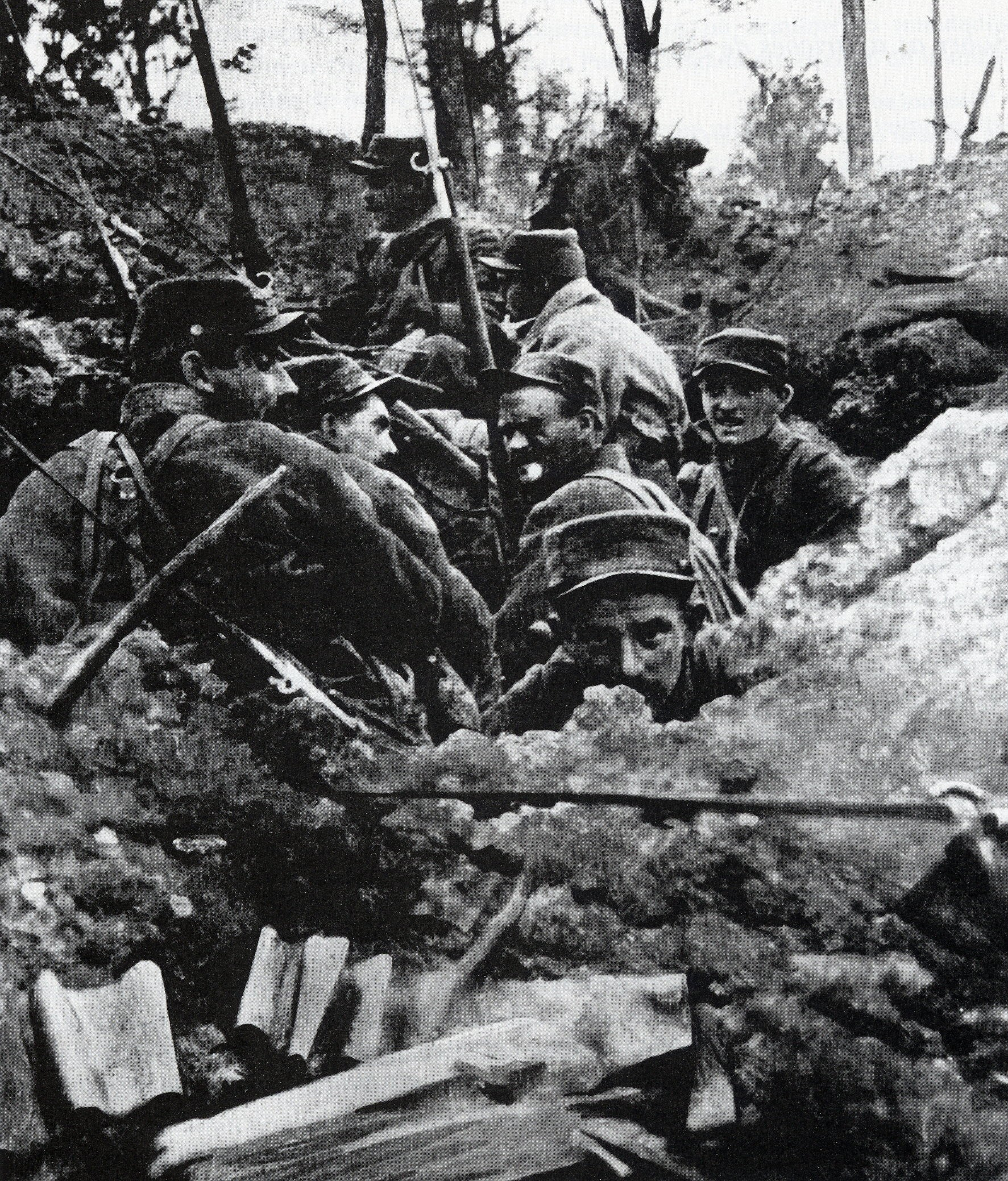
Portugál katonák a Lys-völgyi csatában

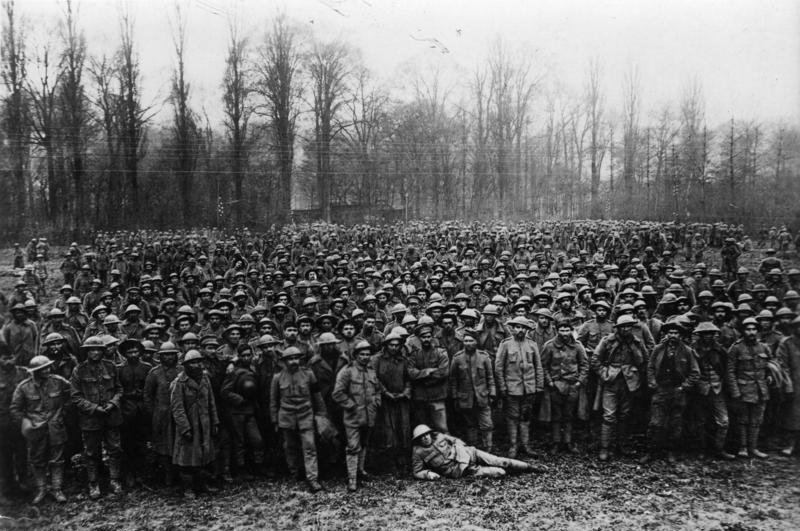
Fogságba esett portugál katonák egy csoportja

A portugál kormány 1918 tavaszára összesen 50 000 főnyi sereget küldött Franciaországba. A nyugati hadszíntéren harcoló portugálok legnagyobb ütközetére a Lys-völgyében került sor. A csatában részt vevő 2. Portugál Hadosztály parancsnoka (a későbbi köztársasági elnök) Gomes da Costa tábornok volt, aki 20 000 katona felett rendelkezett. A portugál katonák egy összesen 12 kilométeres szakasz védelméért voltak felelősek. Az első vonalban hat, a másodikban pedig három gyalogezred állomásozott. Ezen kívül még három volt tartalékban és a portugál szektorban lévő falvakat az 1. Portugál Hadosztály 3. dandárja őrizte, amely ugyancsak három gyalogezredből állt. A Ludwig von Falkenhausen vezette német csapatok április 9-én indították meg első támadásukat. Erre hajnalban, negyed ötkor került sor tüzérségi előkészítéssel, amelyet a portugál tüzérség válasza követett. A német tüzérség egészen 08:45-ig lőtte a brit és portugál egységeket, majd a meginduló német hadosztályok Armentières-től számítva egy húsz kilométer széles szakaszon a különleges rohamcsapatokkal (Stoßtruppen) kiegészülve lendültek támadásba. A II. Bajor Hadtest északon a britek által védett Armentières-t támadta. A XIX. Hadtest Petillon, a LV. Hadtest Fauquissart, Richebourg és Neuve-Chapelle, valamint a IV. Hadtest Epinette irányában tört előre. A jobbszárnyon egy teljes német hadosztálynak sikerült áttörnie a védelmi vonalakat a portugál és az angol egységek között és hátba támadta a portugál 5. dandár állásait. A balszárnyon is hasonló módon alakultak az események és a 3. dandár által védett állásokat a németek hamarosan bevették. Bár néhány helyen a portugálok elkeseredett harcot folytattak, a 2. hadosztály hamarosan széthullott és a túlerő elől visszavonult.
A 20 000 portugál katonából 327 tiszt és 7000 katona vesztette életét vagy sebesült meg és további 6000 fő esett hadifogságba. A német csapatok néhány nap alatt több kilométernyi területet foglaltak el és egészen a Lawe- és a Lys folyók vonaláig nyomultak előre. Bár további angol, francia és amerikai erőkkel kiegészülve a sereg maradéka végül április végére megállította a német támadást, (az 1578-as alcácer-quibiri csata után) ez a csata számít a portugál hadtörténelem talán legnagyobb vereségének. A Portugál Expedíciós Hadtest vezetője, Fernando Tamagnini de Abreu tábornok a vereséget követően lemondott. Utódja Tomás António Garcia Rosado tábornok lett.
A portugálok között a csatának azonban akadtak hősei is. Az 1895-ben született Aníbal Milhais egyszerű földműves volt, mielőtt belépett a hadseregbe és kikerült a nyugati frontra. Milhais a visszavonulás során a saját maga által csak „Luísának” nevezett Lewis golyószórójával fedezte társait és egymaga két német rohamot is visszavert. Tettéért később „Soldado Milhões”nak („a milliókkal felérő katonának”) nevezték el és több kitüntetést is átvehetett. Halála után szobrot avattak a tiszteletére és életét egy portugál nyelvű képregény is feldolgozta.

### Harcok Német Kelet-Afrikában

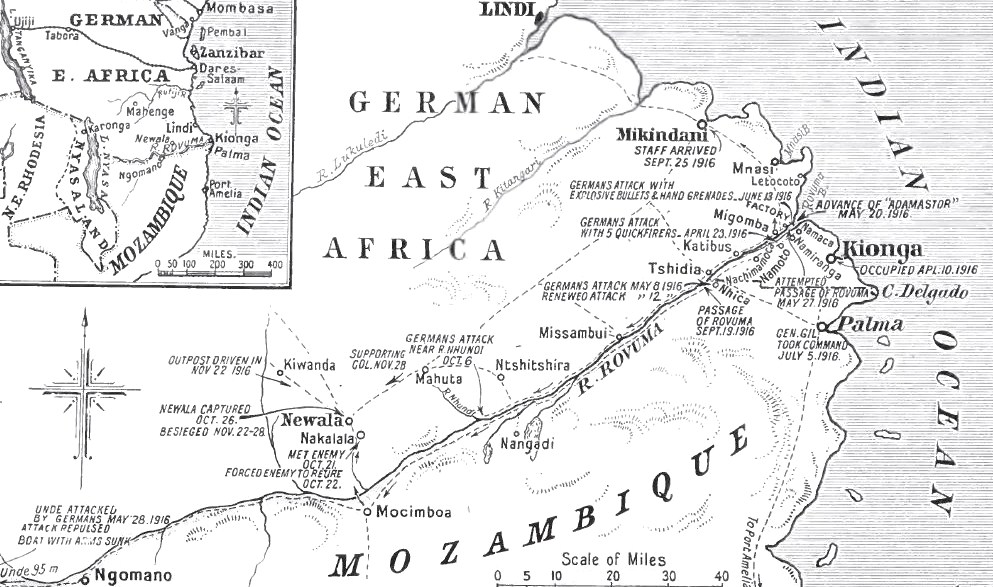
Hadműveletek Német Kelet-Afrikában és Portugál Kelet-Afrikában (Mozambik)

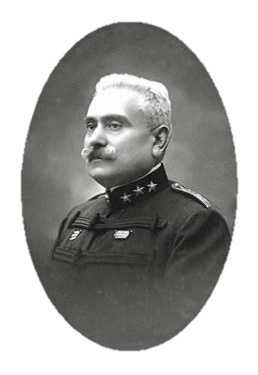
José César Ferreira Gil tábornok

Az 1910-es forradalmat követően született portugál rendelkezések közül sok károsan érintette a gyarmatok védőerejének létszámát és Mozambikban a gyarmati egységek jelentős részét megszüntették. Az első világháború kitörését követően, a német fenyegetettség ellensúlyozására, a portugál kormány csapatok kiküldéséről hozott döntést. 1914. augusztus 18-án elrendelték egy 1500 fős alakulat átszállítását az anyaországból Mozambikba, melynek parancsnokává Peter Massano de Amorim alezredest nevezték ki. Az egység felállítása azonban nehézségekbe ütközött. Ezt a kiképzettség, az egészségügyi felszerelés hiányosságai és a nagyarányú írástudatlanság is súlyosan hátráltatta. A katonák végül egy angol, majd egy portugál gőzösön utazva érkeztek meg Porto Améliába 1914. november 1-jén. A csapatoknak, az ellátmány és a pénzügyi segítség elmaradása következtében, saját maguknak kellett felépíteniük az igényelt katonai bázist. Emellett különböző járványok során is jelentős számú katona vesztette életét.
1915 júniusában a gyarmat kormányzója, Álvaro de Castro továbbította de Amorim ezredesnek azt a Lisszabonból érkező utasítást, amely szerint katonáival be kell hatolnia Német Kelet-Afrika területére, és birtokba kell vennie a portugál érdekszférához tartozó Kiongai-háromszöget. Ezt az alezredes lehetetlen vállalkozásnak tartotta. A támadás helyett inkább a határvédelmet igyekezett megerősíteni a fennálló lehetőségek szerint. November 7-én újabb portugál egység érkezett Porto Améliába José Luis de Moura Mendes őrnagy parancsnoksága alatt. Az érkező egységek parancsnokának az volt a feladata, hogy megvédje a Rovuma-folyó mentén húzódó portugál–német határt és megfigyelő hálózatot építsen ki. Az őrnagy azonban gyarmati tapasztalatok nélkül lett kinevezve, és így a rossz szervezésnek köszönhetően katonái jelentős része hamar megbetegedett.
A német hadüzenetet követően azonban megélénkültek a harci cselekmények. A portugál katonaság átlépte a határt és benyomult a Kiongai-háromszög területére. 1916 áprilisának végén a német csapatok támadást indítottak a terület visszaszerzéséért, amely lényegében sikerrel járt. Május végén Namaca térségében sor került az első jelentős ütközetre is. A Rovuma-folyón felhajózó NRP Adamastor és NRP Chaimite hadihajók a közeli német állásokat lőtték, majd a portugál csapatok is támadásba lendültek, de végül kénytelenek voltak visszavonulni.
1916. július 5-én újabb erősítés érkezett a gyarmatra Ferreira Gil tábornok parancsnoksága alatt, amely több mint 4500 főt számlált. Gil megpróbált javítani a csapatok helyzetén, de ez nehézségekbe ütközött. Augusztus 1-jén újabb összecsapásokra került sor a határ közelében. A németek megtámadták Nangadi állomását, ahol több sebesült katonát is ápoltak. A védőknek csak kétórás heves harc árán sikerült visszaverniük a támadást. 1916 őszén a németek egy körülbelül 500 főnyi csapattal Nevala térségében indítottak újabb támadást a portugál állások ellen. A háromszoros túlerőben lévő portugál védők azonban megalázó vereséget szenvedtek. Ennek következtében jelentős lőszer és egyéb ellátmány került ellenséges kézre, továbbá a németek rövid időn belül teljes egészében visszafoglalták a portugál megszállás alá került Kiongai-háromszög területét. A támadást követően az ekkora megbetegedett Ferreira Gil tábornok hazatért az anyaországba és a csapatok irányítását ideiglenesen Álvaro de Castro kormányzó vette át, majd Sousa Rosa ezredes nevezték ki a parancsnoki tisztség ellátására.
1917 áprilisától a német csapatok többször is behatoltak a portugál gyarmat területére ellátmányszerzés céljából. 1917. november 25-én a Mozambikba betörő Paul von Lettow-Vorbeck tábornok vezette német csapatok összecsaptak a João Teixeira Pinto parancsnok vezette portugál katonasággal. A tapasztalt német tiszt súlyos vereséget mért a portugálokra. A 900 portugál katonából 200 fő (köztük a parancsnok is) életét vesztette vagy megsebesült, további 700 katona pedig megadta magát. 1917 decemberében Mecula, 1918 januárjában pedig Muíte környékén folytak harcok. A gyarmaton az utolsó nagyobb összecsapásra 1918 júliusának elején került sor Nhamacurra mellett, ami a helyi brit csapatok megfutamodása miatt német győzelemmel végződött. Ez a helyi siker azonban nem változtatott azon a tényen, hogy az ellátmányhiánnyal küzdő Paul von Lettow-Vorbeck megmaradt katonáival november 13-án megadta magát a briteknek.

### Portugál pilóták az első világháborúban

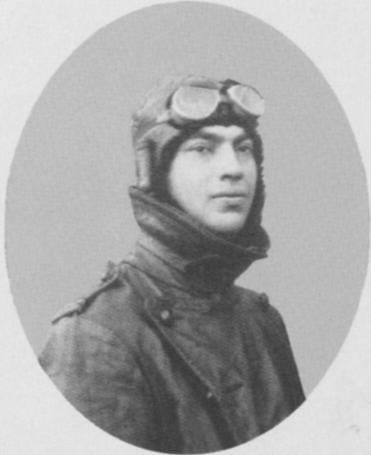
Óscar Monteiro Torres 1917 őszétől szolgált a Francia Légierőben. Összesen három légi győzelmet ért el és szolgálatáért megkapta többek közt a Francia Becsületrendet. 1917. november 20-án halt hősi halált

1916-ban a portugál hadügyminisztérium kérte Nagy-Britanniától, hogy portugál katonákat is képezzenek ki pilótáknak abból a célból, hogy ezek képeznék a CEP létrejövő légi szolgálatát. Így még februárban Angliába küldték António de Sousa Maya hadnagyot, Óscar Monteiro Torrest és Alberto Portela Lellót, akik 1916 nyarán rövid kiképzésben részesültek a northolti katonai iskolában, továbbá Hendonban polgári és katonai repülési ismereteket sajátítottak el. A rossz tervezés, a kormányok közti összehangolt együttműködés (és az angol részéről az akarat) hiánya azonban meghiúsította az egység felállítását. A portugál Norberto Ferreira Guimarães százados azonban újabb kísérletet tett az egység létrehozására. A kapitányt nevezték ki az alakuló Serviço de Aviação do CEP10 élére és a brit légierő felépítését jól ismerő Guimarães javaslatot tett egy Flandriában létrehozandó portugál légierőről. Tekintettel az angol fél által támasztott nehézségekre, a portugál pilóták (Guimarães francia vezérkari kapcsolatai révén) francia repülőiskolákba kerülhettek és francia vadász- és bombázószázadoknál szerezhettek harci tapasztalatokat.
A tervek szerint a Serviço de Aviação do CEP három századból állt volna. A szervezet részére Nagy-Britanniától többek közt tíz darab SPAD gyártmányú repülőgépet, fegyvereket, bombákat, motorokat, alkatrészeket, hangárokat és sátrakat kértek. Az angolok 1917 decemberében jelezték, hogy logisztikai segítséget adnak a portugál egységnek, azonban anyagi támogatást nem tudnak felajánlani. A francia vezérkar a következő év januárjában értesítette a portugálokat, hogy az angolok helyett nincs lehetőségük felszerelést adni, így a Flandriába szánt portugál repülőegység a jövőben sem kezdhette meg a működését. Guimarães kénytelen volt visszatérni Portugáliába és később minden külföldön tanuló portugál repülőst is visszahívtak. Ennek ellenére számos portugál megtagadta az utasítást és többen a Francia Légierő kötelékéhez csatlakozva harcoltak a németek ellen. A pilóták közül kiemelhető Óscar Monteiro Torres és Alberto Lello Portela harci tevékenysége. Torres 1917 novemberétől lett az Escadrille des Cigognes pilótája és hamarosan két légi győzelmet is elért. 1917. november 19-én nehéz körülmények között újabb győzelemre tett szert egy német Fokker vadászgép lelövésével. November 20-án azonban egy légi harcban hősi halált halt. Torres mellett a másik neves portugál pilóta Lello Portela volt, aki szintén három légi győzelmet ért el és 22 bevetésen vett részt a háború során.
Bár a CEP-nek nem lett külön légi egysége a portugál katonák számára végezendő felderítő műveletekhez, 1918. január 1-jétől a gyalogság és a lovasság támogatása céljából egy tizenkét gépből álló angol légi egységet küldtek a nyugati fronton állomásozó portugál egységekhez.
Európa mellett kisebb létszámban Mozambikban is teljesítettek szolgálatot portugál pilóták, de kevés harci tevékenységben tudtak csak részt venni. Itt főleg felderítő műveletek, teherszállítás és a szárazföldi egységek támogatása volt a feladatuk. Megemlíthető, hogy Mozambikban szolgált Francisco Craveiro Lopes is, aki 1951–1958 között hazája elnöke volt.

### Portugál részvétel a tengereken

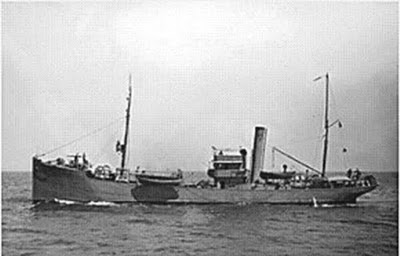
A Portugál Haditengerészet NRP Augusto de Castilho nevű őrhajója, melyet a német U–139-es süllyesztett el 1918. október 14-én

A portugál hadiflotta a 20. század elején csekély erőt képviselt a többi nagyhatalom flottáihoz képest. A világháborúban kevés portugál hajó került harci érintkezésbe német vízi egységekkel. A portugál NRP Adamastor cirkáló részt vett a német kelet-afrikai harcokban és többek között német állások ellen is intézett tüzérségi támadásokat. Több portugál hajó is részt vett aknazárak létesítésében, valamint a haditengerészet repülő egységei mellett kisebb tengeri hadihajók is bekapcsolódtak a német tengeralattjárók elleni harcba. A legnevezetesebb közülük az NRP Augusto de Castilho nevű portugál őrhajó (eredetileg halászhajó) volt, amely kétszer is harcba keveredett német tengeralattjárókkal. Először 1918 márciusában, amikor az általa kísért hajót egy tengeralattjáró megtámadta, azonban az őrhajó sikeresen elsüllyesztette a német búvárnaszádot. A második alkalomra a háború végén (1918 októberében) került sor, amikor az őrhajó az Empresa Insulana de Navegação tulajdonában álló São Miguel kereskedelmi gőzöst kísérte a Madeira-szigetektől az Azori-szigetekig. Az Augusto de Castilho a 206 főnyi utast szállító gőzössel október 13-án, napnyugtakor hagyta el a Madeira-szigeteken található Funchal kikötőjét. Reggel negyed hétkor a São Miguel gőzöst tűz alá vette a felbukkanó SM U–139-es tengeralattjáró, amelynek a kapitánya a híres német tengerésztiszt, Lothar von Arnauld de la Perière volt. A Carvalho Araújo kapitány vezette portugál őrhajó a gőzös megmentésének érdekében füstfüggönyt fejlesztett, majd egy félkörívet leírva szembeszállt a tengeralattjáróval. A két órán át tartó heves tűzpárbajban az Augusto de Castilho fegyverzete súlyosan megsérült, megrongálódott a távíró és a lőszer is elfogyott. Miután a hajónak megsérült a motorja, kénytelenek voltak felhúzni a fehér zászlót. A német tengeralattjáró azonban tovább folytatta a tüzelést és egy közvetlen találat következtében a hajó kapitánya életét vesztette és Armando Ferraz tengerészkadét is megsebesült. A portugálok az ellenséges tűz során két mentőcsónakkal elhagyták a súlyosan megrongálódott hajót, magukkal víve a harcban elesettek holttesteit.
Több nappal később érkezett meg az egyik, túlélőket szállító csónak a Santa Maria szigetre, a másik pedig a São Miguel szigetre. A hajón szolgáló tengerészek közül összesen hatan vesztették életüket és többen is megsebesültek. Bár az őrhajó elsüllyedt, a São Miguel biztonságban megérkezett az egyik portugál kikötőbe.
Az első világháborúban a német tengeralattjárók összesen kilencvenöt portugál hajót süllyesztettek el (95 995 tonna), továbbá öt hajót rongáltak meg súlyosan (7485 tonna).

## Következmények

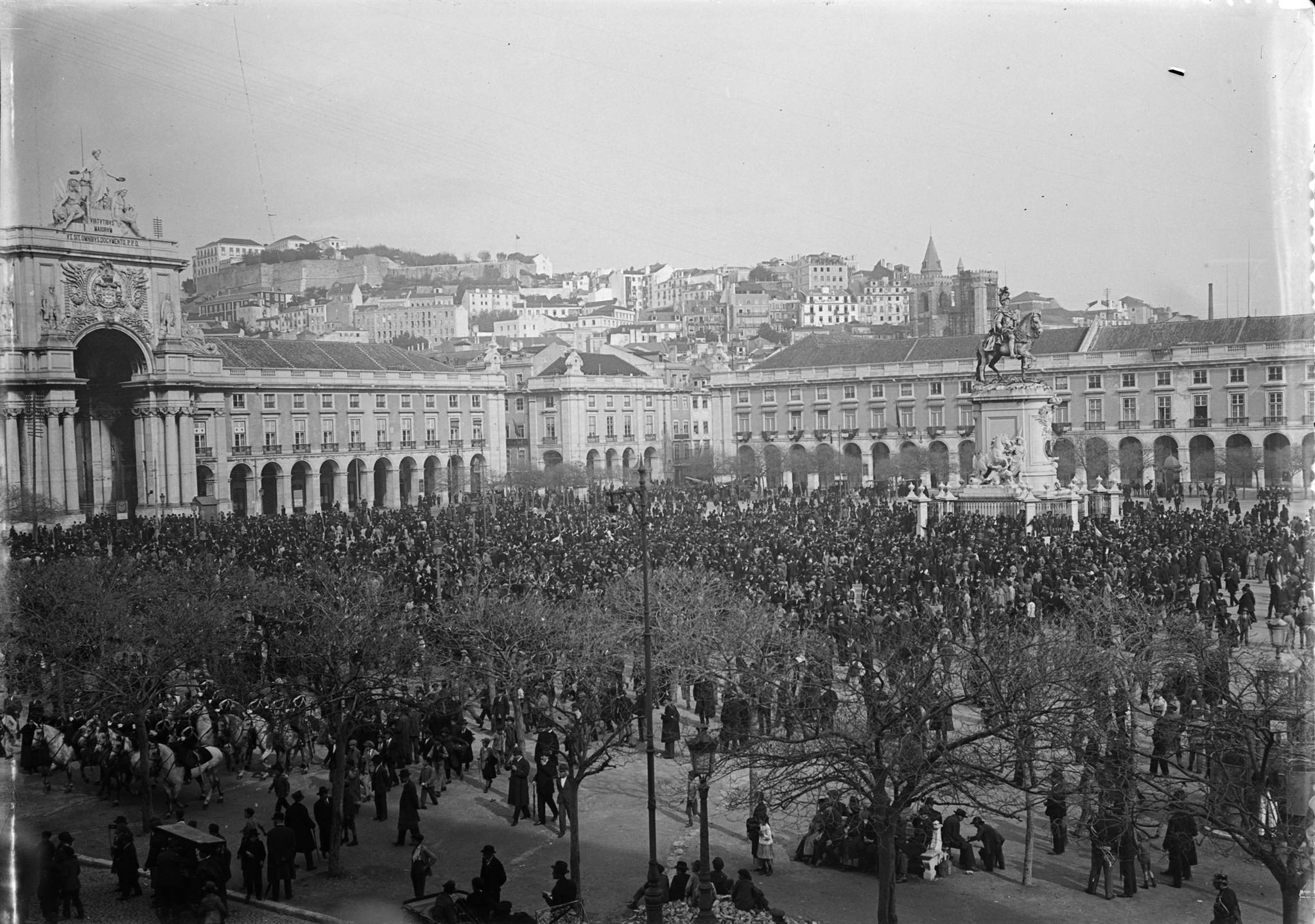
A portugál államfő bejelenti az antant győzelmét

Az 1918 nyarán végrehajtott száznapos offenzíva során az antant-csapatok az ekkorra már megérkező amerikai csapatok támogatásával végső győzelmet arattak a német csapatok felett (ezekben a hadműveletekben komoly részt vállaltak a portugál katonák is). A háború után, mivel a győztes antant országok között szerepelt, Portugáliát is meghívták a Németország jövőjével foglalkozó versailles-i békeszerződés aláírására. Az ország küldöttségét a későbbi Nobel-díjas tudós, António Egas Moniz külügyminiszter vezette. A békeszerződésben foglaltak szerint Portugál Kelet-Afrikához, a mai Mozambikhoz csatolták Német Kelet-Afrikának a partvidéken lévő, a Rovuma folyó torkolata és a gyarmati határ közötti úgynevezett Kionga-háromszöget. A harcokban részt vevő portugál katonák közül összesen 7222 fő esett el és további 13 751 fő sebesült meg. A győzelem ellenére az ország megsínylette a háborút,  a gazdaság visszaesett és a háborút követően kitörő spanyolnátha több tízezer áldozatot követelt Portugáliában is. Az ország továbbra is belső feszültségekkel küzdött. Afonso Costa kormánya a háborúba való belépés káros gazdasági, pénzügyi és politikai következményei miatt még 1917. december 11-én lemondásra kényszerült. Ezt a volt berlini nagykövet, Sidónio Pais egy évig tartó diktatúrája követte.
1918 végén Portóban monarchista felkelés tört ki és Paist 1918. december 14-én (a Porto felé tartó útján) meggyilkolták. A lázadást a kormányerők leverték és Pais halálát követően egy ideig republikánus kormányok követték egymást, de az instabilitás továbbra is folyamatosan fennállt. Kevés volt az élelmiszer és virágzott a korrupció. 1926. május 28-án Manuel Gomes da Costa tábornok vezetésével katonai felkelés tört ki az ultrakatolikus Braga városában és rövidesen az egész hadsereg a felkelők oldalára áll. Bernardino Machado köztársasági elnök néhány nappal később lemondott. A fővárosba, Lisszabonba a felkelők harc nélkül vonultak be, amelyet követően Gomes da Costa tábornok megszüntette a köztársaságot és katonai vezetésű jobboldali diktatúrát vezetett be. A létrejövő új, diktatórikus rendszer sem tudott lényegesen javítani az ország helyzetén.
1928-ban az ország új pénzügyminisztere a gazdasági kérdésekben jártas António de Oliveira Salazar lett. Az új miniszter azzal a feltétellel fogadta el a kinevezését, hogy teljes kincstári ellenőrzést biztosítottak a számára az összes minisztérium felett. Az új pénzügyminiszter tevékenységének köszönhetően hosszú idő után az államháztartás pozitív mérleget könyvelhetett el és az ország gazdasági mutatói is javultak. 1933-ban Óscar Carmona Salazart nevezte ki miniszterelnöknek, aki kikiáltotta az Új Államot (Estado Novo). Ez egy egypárti, korporatív, autoriter rendszer volt, amelyet Salazar gyakorlatilag diktátorként vezetett. A hadsereg támogatta rezsim több évtizedig működött és vérontás nélkül a gyarmatbirodalom végleges szétesését követően 1974-ben bukott meg.

## Első világháborús portugál emlékművek

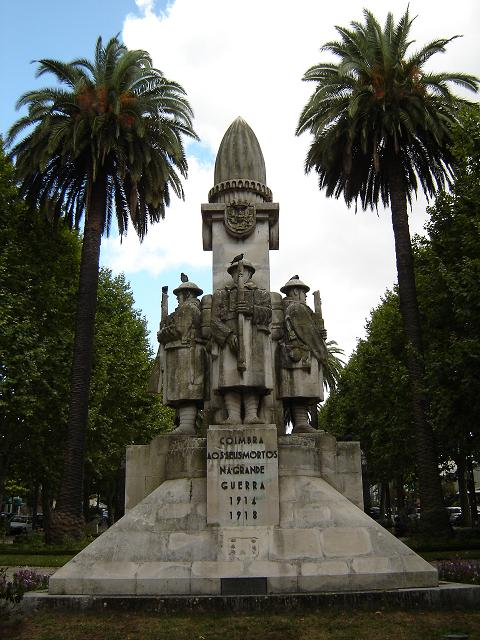
A Coimbrában található világháborús emlékmű
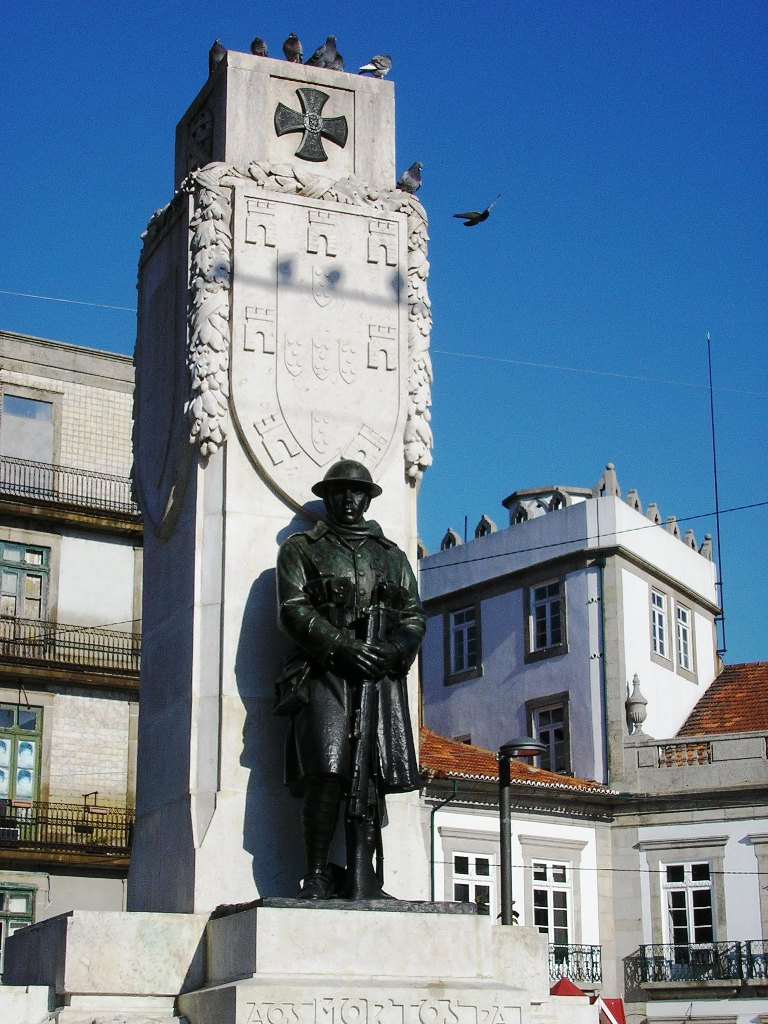
Az első világháborúban elhunyt portugál katonák emlékműve Portóban
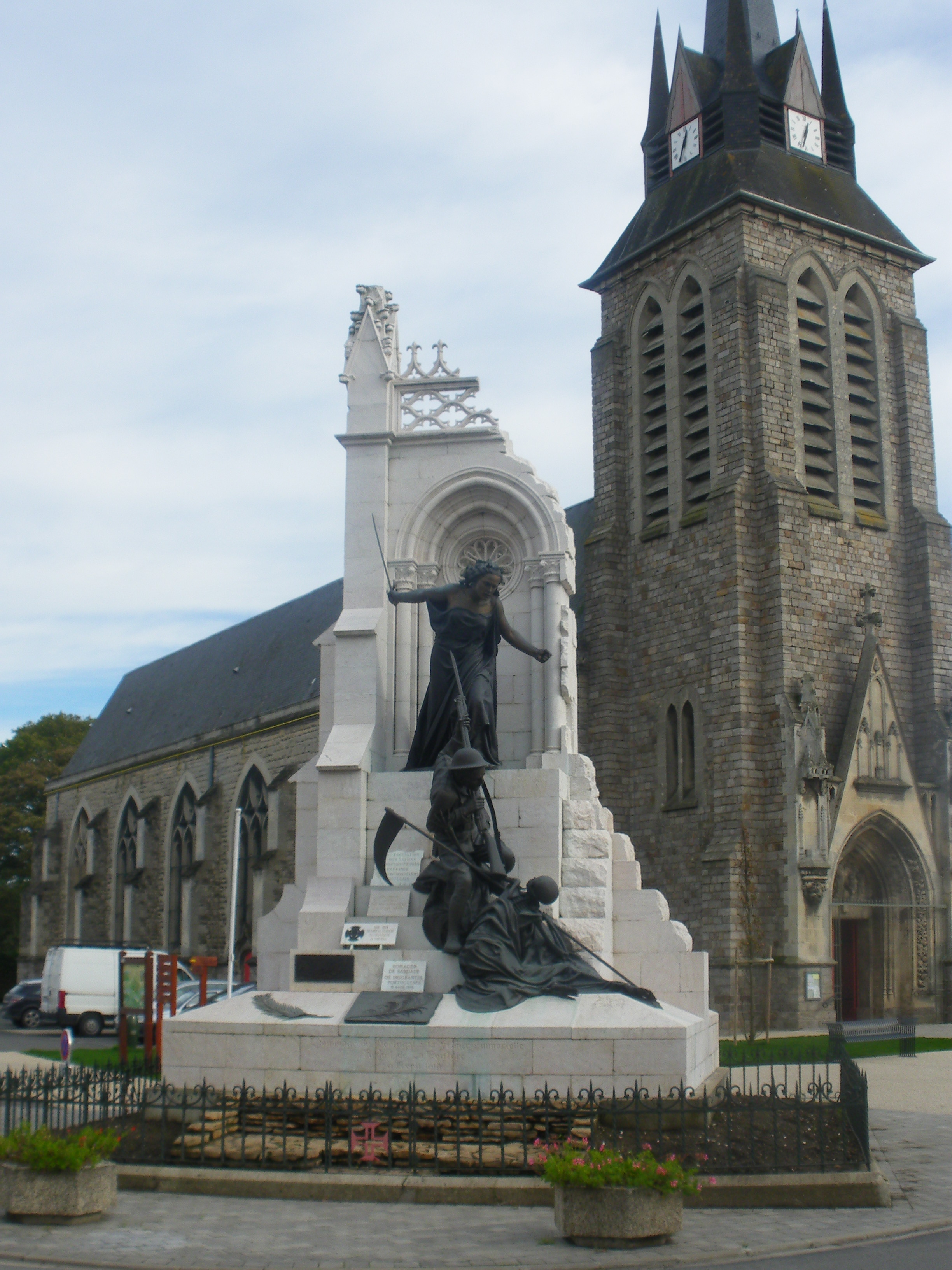
Portugál katonák emlékműve a franciaországi La Couture városában
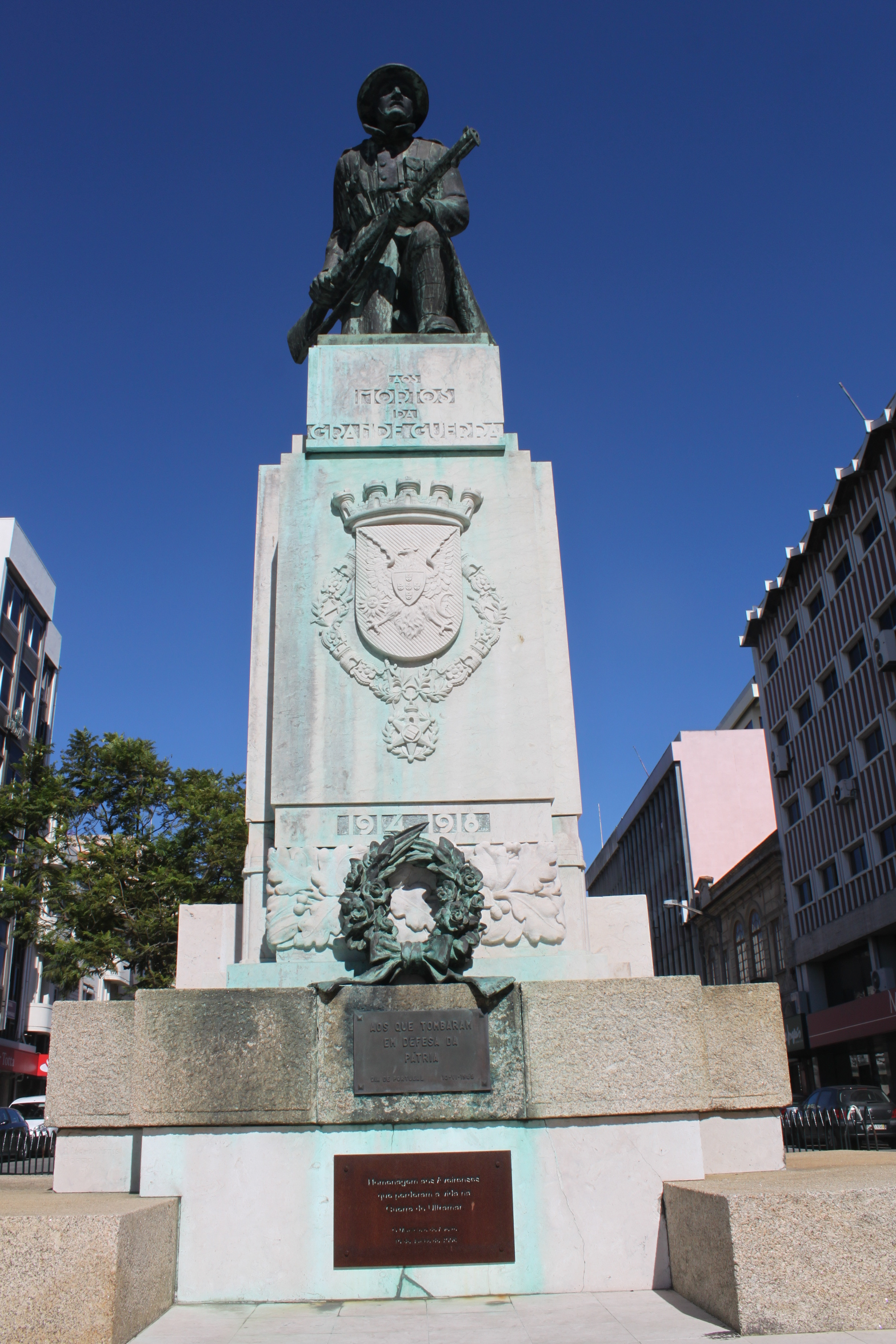
Portugál emlékmű Mortosban